# Underclass Hero
| Críticas profissionais | Críticas profissionais |
| Pontuações agregadas   | Pontuações agregadas   |
| Fonte                  | Avaliação              |
| ---------------------- | ---------------------- |
| Metacritic             | 50/100                 |
| Avaliações da crítica  |                        |
| Fonte                  | Avaliação              |
| allmusic               | [ 2 ]                  |
| Entertainment Weekly   | (B)                    |
| IGN                    | (7/10)                 |
| IndieLondon            | (4/5)                  |
| NME                    | (4/10)                 |
| Rock Online            | [ 7 ]                  |
| Sputnikmusic           | (1/5)                  |

Underclass Hero é o quarto álbum de estúdio da banda Sum 41, lançado dia 24 de julho de 2007.

## Faixas
1. "Underclass Hero" - 3:14
2. "Walking Disaster" - 4:46
3. "Speak of the Devil" - 3:58
4. "Dear Father" - 3:52
5. "Count Your Last Blessings" - 3:03
6. "Ma Poubelle" - 0:55
7. "March of the Dogs" - 3:09
8. "The Jester" - 2:48
9. "With Me" - 4:51
10. "Pull the Curtain" - 4:18
11. "King of Contradiction" - 1:40
12. "Best of Me" - 4:25
13. "Confusion and Frustration in Modern Times" - 3:46
14. "So Long Goodbye" - 3:01

- "Look at Me" (faixa escondida) - 4:03

## Bônus
1. "Take a Look at Yourself" - 3:24 (iTunes Apenas)
2. "No Apologies" - 2:58 (Australia, RU, e Japão)
3. "This Is Goodbye" - 2:28 (Japão Apenas)
4. "Walking Disaster" (Ao vivo) (Japão Apenas)
5. "Count Your Last Blessings" (Ao vivo) (Japão Apenas)

## Desempenho nas paradas musicais
Álbum
| Parada musical (2007)           | Melhor posição |
| ------------------------------- | -------------- |
| Alemanha (Media Control Charts) | 10             |
| Canadá (Canadian Albums Chart)  | 1              |
| Japão (Oricon)                  | 2              |
| Estados Unidos (Billboard 200)  | 7              |
| Reino Unido (UK Albums Chart)   | 46             |